# Glyptika

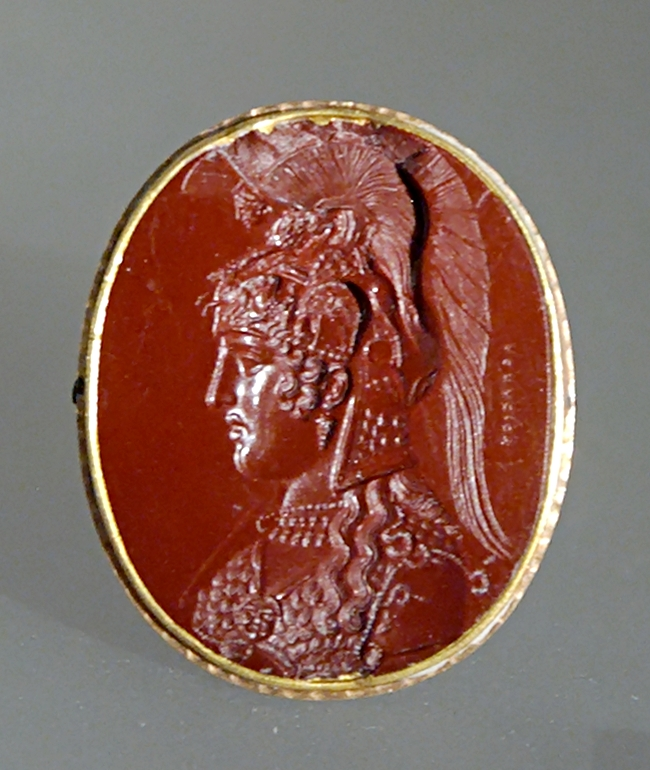
Pallas Athéna na římské kameji, jaspis, 1.-3. stol.

Glyptika (z řec. glyfein, rýt, dlabat) je označení pro obor uměleckého rytí či řezání malých či velkých předmětů z tvrdých kamenů (drahokamů, polodrahokamů), minerálů (např. mramor či alabastr), dále z organických materiálů (jako jsou korál, gagát či mušlovec), kovu nebo skla. Novodobé napodobeniny jsou z porcelánu.

## Řemeslo
Řemeslník zabývající se glyptikou se nazývá glyptik, brusič nebo řezáč. Někdy se tito řemeslníci dělí podle specializace na sochaře, brusiče nádobí či náčiní, brusiče gem a na výrobce tzv. florentské mozaiky z drahokamů – mozaicisty[zdroj⁠?!]. Každý z nich používá speciální nástroje, pomůcky a techniky. Pro glyptiky brousící sochy či rozměrné nádoby z tvrdých drahokamů (italsky zvaných pietra dura) vznikaly brusičské mlýny s vodním pohonem brusičského kola. Z nich v Čechách byl proslulý Císařský mlýn v Praze-Bubenči. Práce brusičů gem zahrnuje jak ty s negativním vzorem (intaglie), tak ty s pozitivním vzorem (kameje).

## Historie
Glyptika vznikla již ve starověku, je doložena nálezy soch, nádobí i gem z Egypta, Mezopotámie, Sumeru a Persie. Velké popularity se tomuto umění dostalo ve starověkém Řecku, odkud se rozšířilo do antického Říma, zejména Itálie a Francie. Další rozmach byl v renesanci a v manýrismu od 16. do 1. poloviny 17. století (například vícegenerační rodinná dílna Castrucciů nebo Miseroniové z Lisonu. Nová vlna obliby nastala v období klasicismu a empíru na přelomu 18. a 19. století, kdy se kromě italských mistrů výrazně prosadili opět Francouzi, ale i glyptici carského Ruska (například z firmy Karla Fabergé).
Z českých glyptiků nové doby vynikli Friedrich Egermann, Josef Drahoňovský, Karel Tuček, Václav Plátek či Jiří Harcuba.

## Postup
Od antických dob se v technice rytí do drahých kamenů mnoho nezměnilo. K obroušení surových kaménků do oblých čoček slouží elektrické bubny. Šlapací stroj někdy nahrazuje elektrický pohon. Mnozí tvůrci dávají při zvlášť jemných a náročných pracích přednost strojku šlapacímu. Skloněn nad jednoduchým ryteckým strojkem, zadržuje glyptik dech a lehce se dotýká destičkou z drahého kamene roztočeného brusného kotoučku potřeného diamantovým prachem a makovým olejem. Jeden, deset, sto dotyků a pouhým okem stále není vidět patrnější výsledek. Ale pohled lupou by prozradil, že po půlhodině nesmírně citlivé práce vznikla jedna z nepatrných plošek, kterými glyptik vytváří v horském křišťálu, onyxu, topasu, záhnědě i v jiných drahých kamenech reliéf, zpravidla portrét. Přitom do otáčivého úchytu vlastně miniaturního soustruhu vsazuje různá kolečka, hrotité jehly, kuličkové nástavce.
Olej a prach vytvářejí černou kaši, která glyptikovi znemožňuje, aby sledoval postup a tvoří vlastně popaměti. Navíc pracuje v negativu. Kontrola je možná, až když očistí destičku drahého kamene a podívá se proti světlu, nebo když si v pokročilém stádiu vytvoří sádrový otisk. Něco opravovat se však nedá, každá chyba znamená zmaření díla. Právem se proto říká, že glyptik stojí před obtížným úkolem, jako kdyby měl někdo rychle a kategoricky psát, přičemž tužka by byla upevněna ve stěně a písař pohyboval po jejím hrotu velkým neprůhledným papírem.

## Sbírky
Sbírky nazývané glyptotéky shromažďují veškerou glyptiku, tedy nádobí, sochy (zejména antické) a šperky.
nejvýznamnější veřejně přístupné glyptotéky jsou Vatikánská muzea v Římě, Istituto di pietra dura ve Florencii, Museo degli argenti ve Florencii, galerie Apollón a dvorana pařížského Louvru, Glyptotéka v Mnichově, Uměleckohistorické muzeum ve Vídni, a další.

## Galerie

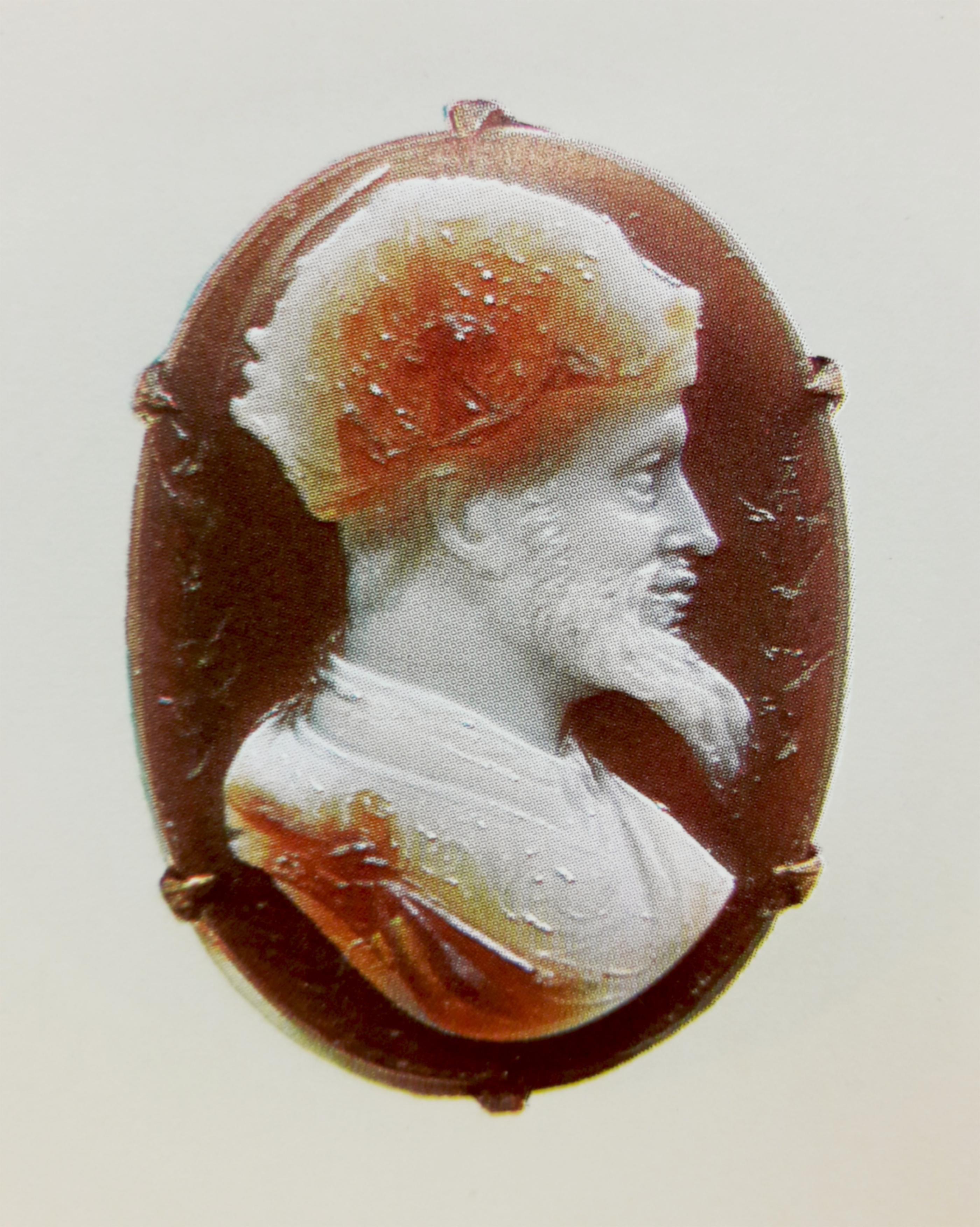
Zikmund II. August, italská onyxová kamej, kolem 1560
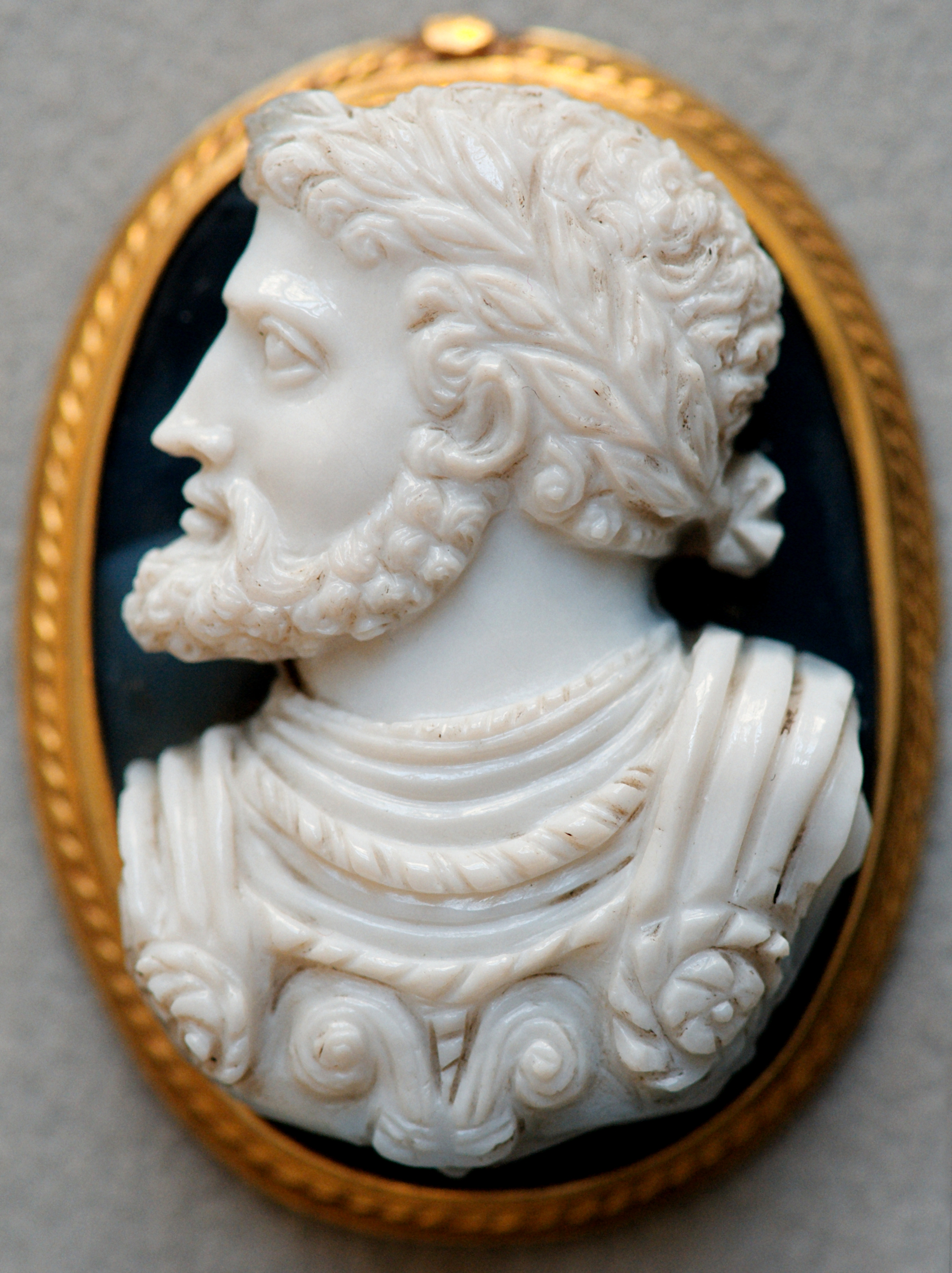
Renesanční kamej s portrétem Karla V.
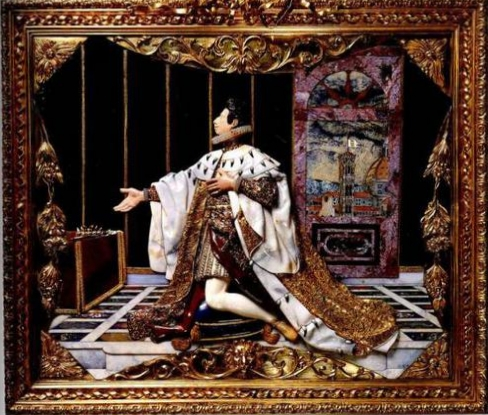
Cosimo II. Medicejský, florentská mozaika
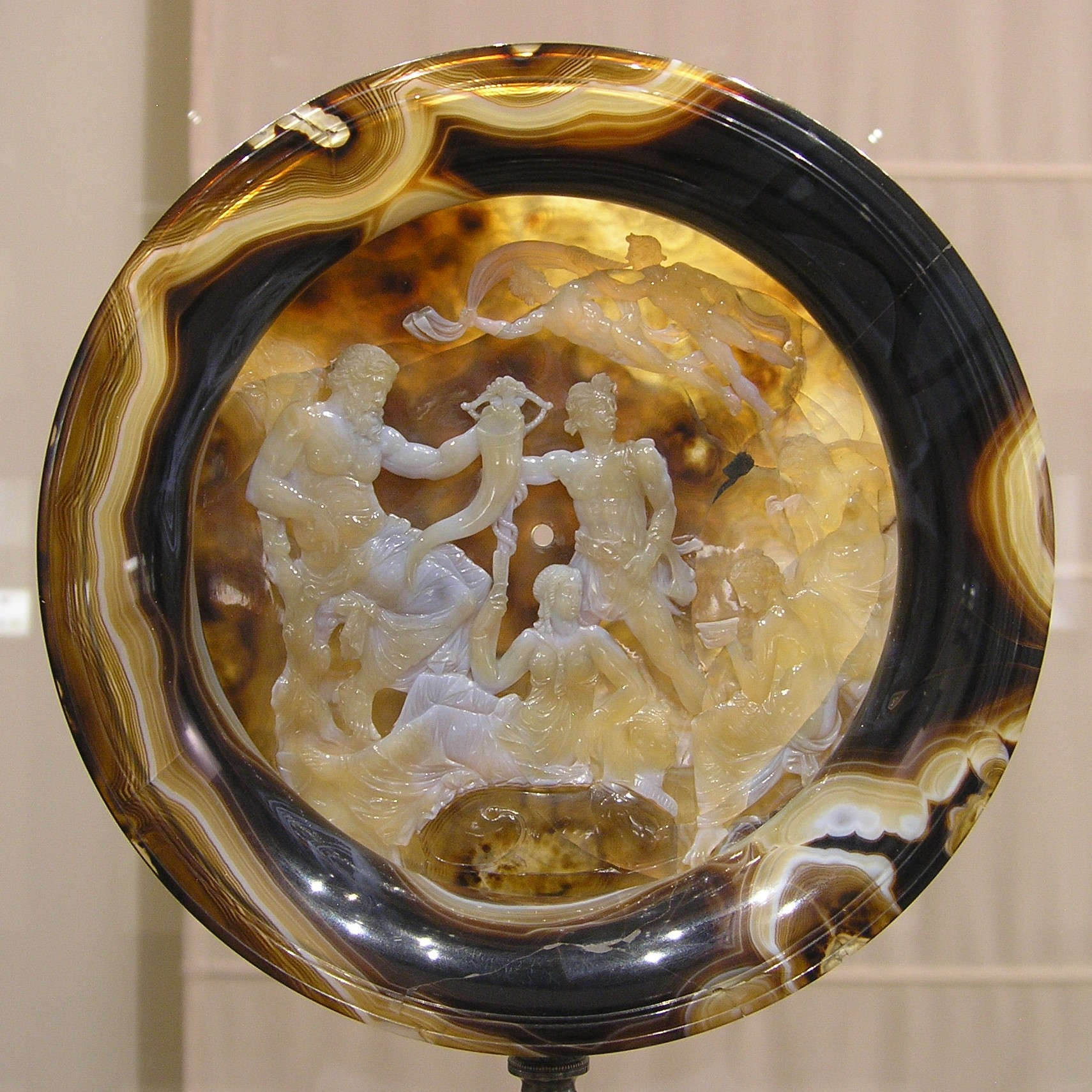
Tazza Farnese, římská sardonyxová miska se scénou bohů na Olympu, Archeologické muzeum Neapol
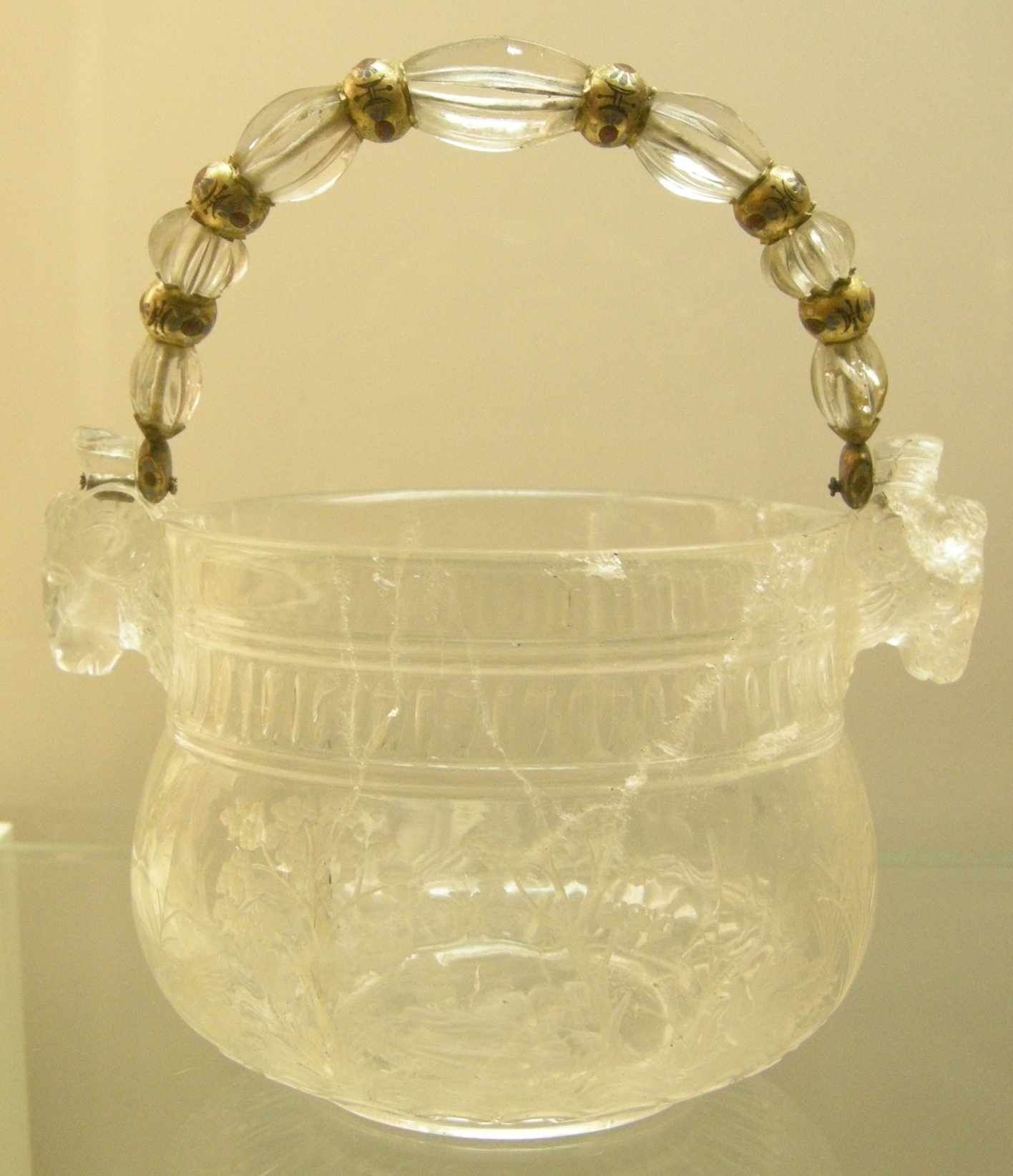
Křišťálová kropenka, Miseroniové, Praha 1600–1645